# Huang Shiping
Huang Shiping (chinesisch 黄世平; * 24. Februar 1963) ist ein ehemaliger chinesischer Sportschütze.

## Erfolge
Huang Shiping nahm an zwei Olympischen Spielen im Wettbewerb auf die Laufende Scheibe über die 50-Meter-Distanz teil. 1984 erzielte er in Los Angeles wie Uwe Schröder 581 Punkte, wurde aufgrund des besseren Resultats beim schnellen Durchlauf aber vor diesem gewertet. Damit beendete er den Wettbewerb hinter Li Yuwei und Helmut Bellingrodt auf dem dritten Rang und gewann die Bronzemedaille. Bei den Olympischen Spielen 1988 in Seoul belegte er in der Qualifikation nach 296 Punkten im langsamen und 293 Punkten im schnellen Lauf den dritten Rang mit 589 Gesamtpunkten hinter Tor Heiestad und Hennadij Awramenko. Im Finale, in dem zehn Schüsse auf das Ziel abgegeben wurden, traf Huang achtmal die 10 und zweimal die 9, womit er mit insgesamt 98 Punkten noch Hennadij Awramenko überholte, der lediglich 95 Punkte schaffte. Tor Heiestad erzielte wie Huang Shiping 98 Punkte und wurde Olympiasieger, während Huang die Silbermedaille und Awramenko Bronze erhielt.
1986 gewann Huang bei den Weltmeisterschaften in Suhl im Einzelwettbewerb der Disziplin Laufender Hirsch im gemischten Lauf hinter Attila Solti und vor Li Yuwei die Silbermedaille. In der Mannschaftskonkurrenz wurde er gemeinsam mit Li Yuwei und Yang Yiming Weltmeister vor der sowjetischen und der ungarischen Mannschaft. Auf kontinentaler Ebene war Huang ebenfalls erfolgreich. 1987 wurde er in Peking Vizeasienmeister im Einzel auf die Laufende Scheibe über die 50-Meter-Distanz und belegte den dritten Platz in der Mix-Konkurrenz. Bei den Asienspielen 1990 in Peking sicherte sich Huang drei Goldmedaillen. In der Einzelkonkurrenz der Laufenden Scheibe gewann er im Mix-Wettbewerb über die 50-Meter-Distanz vor Kim Gwang-chol und Hong Seung-pyo seinen ersten Titel. Im Mannschaftswettbewerb folgte der mit Ji Gang und Zhang Ronghui der zweite, als sie vor Nordkorea und Südkorea den ersten Platz belegten. Auch im Mannschaftswettkampf der Disziplin Laufende Scheibe gewann er, gemeinsam mit Ji Gang und Shu Qingquan, die Goldmedaille vor der nordkoreanischen und der südkoreanischen Mannschaft.